# 西川舞
西川舞（日语：西川 舞，11月2日—），日本女性配音員。出身於東京都。Mausu Promotion所屬。

## 人物簡介
2014年從AMUSEMENT MEDIA綜合學院聲優藝人學科畢業後，進入Mausu Promotion附屬演員培訓學校，2016年成為Mausu Promotion所屬。
興趣：唱歌（搖滾、J-POP）、遊戲（RPG）。

## 演出作品
※粗體字表示說明飾演的主要角色。

### 電視動畫
2015年
- 少年好萊塢 -HOLLY STAGE FOR 49-（日语：少年ハリウッド）

2016年
- JoJo的奇妙冒險 不滅鑽石（女性[2]）

2017年
- AKIBA'S TRIP -THE ANIMATION-（Coser[3]）
- 偶像活動Stars！（哲也[4]）
- 龍族拼圖X（龍人龍喚士）

2018年
- 決鬥大師 (2018年版)（[5]、目玉坊〈左目〉[6]、的夥伴、阿姨、 等）
- 雷頓神秘偵探社 ～卡特莉的解謎事件簿～（莉莉亞·阿斯波羅〈回想〉[7]）
- 遙的接球（主裁判1[8]）
- 天空與海洋之間（宇田川美奈[9]）
- Double Decker！刑事雙雄（帕特[10]）
- 擁抱！光之美少女（女學生[11]）

2019年
- 閃電十一人 俄里翁的刻印（趙鑫、奇科·艾莉森、托尼奧·基亞拉）
- Star☆Twinkle 光之美少女（天宮玲奈[12]、學生、廣播、同班女子、女子、星奈春吉〈幼年時期〉 等）
- 不愉快的妖怪庵 續（朋太）

2020年
- 排球少年!! TO THE TOP（田中龍之介〈小學3年級〉）

2023年
- 天國大魔境（美智香）

### 電影動畫
2018年
- 企鵝公路（岡）

2019年
- 乘浪之約（愛）

### 網路動畫
2018年
- Mausu動物園（獅子的舞）

2020年
- Mausu動物園名作劇場（獅子的舞）

### 遊戲
2015年
- 源氏戀繪卷（日语：源氏恋絵巻）（女房）
- 天空艦隊（伊莉絲、狄安娜、佐助）

2016年
- Heaven×Inferno（日语：Heaven×Inferno）（利克）

2017年
- 逆轉奧賽羅尼亞（費歐娜[13]）
- 青空Under Girls！（日语：青空アンダーガールズ!）（舞澤悠[14]）
- 天空與海洋之間（宇田川美奈[15]）

2019年
- 深淵地平線（布呂歇爾[16]）
- 火焰之紋章 風花雪月（帝彌托利〈幼年時期〉）
- SD鋼彈 G世代 CROSSRAYS（一般兵聲音〈少年兵C〉）
- BUSTAFELLOWS（露卡[17]）

### 外語配音
※除了表格的作品之外，依英文名稱及英文原名排序。

#### 電影／電視影集
| 作品年份 | 作品名稱                  | 配演角色      | 演員              | 媒介         |
| -------- | ------------------------- | ------------- | ----------------- | ------------ |
| 2011     | 鬼打牆                    | －            | －                | DVD版本      |
| 2014     | 美國恐怖故事：畸形秀      | 科瑞·巴合曼   | 麥裘·道森         | Netflix頻道  |
| 2016     | 東尼·羅賓斯：做自己的大師 | －            | －                | Netflix頻道  |
| 2018     | 安迪麥克                  | 賽勒斯·古德曼 | 約書亞·拉什       | 迪士尼頻道版 |
| 2018     | 太空迷航                  | 威爾·羅賓森   | 麥克斯維爾·詹金斯 | Netflix頻道  |
| 2018     | 瞞天過海：八面玲瓏        | 四月          | 米多里·法蘭西斯   | 劇院公映版本 |

#### 動畫
- 功夫熊貓：命運之爪（英语：Kung Fu Panda: The Paws of Destiny）（阿包〈貢納爾·西齊莫爾 配音〉[19]）
- 超級怪獸（英语：Super Monsters）（史派克〈黛安娜·卡里娜（英语：Diana Kaarina） 配音〉[20]）※Netflix頻道。
- 魔髮精靈：節拍不斷（英语：Trolls: The Beat Goes On!）（DJ Suki[21]、奇斯）

### 舞台
- 健二同學的春天（鯛子）
- 女孩物語（日语：女の子ものがたり）（兔子）
- GO,JET！GO！GO！（茜）
- 十二人怒人（6號）

### 其它活動
- 山葉音樂教室（日语：ヤマハ音楽振興会）
- SQUARE ENIX×月間Audiotion 這個美妙的世界 歌唱公開徵選（最終回合）
- 有聲漫畫（美髪[22]）
- 倫理課堂。 特別影像（八木[23]）

## 音樂作品

### 角色歌曲
| 發行日期 | 標題        | 名義            | 曲名                                | 商業搭配                          |
| 2018年   | 2018年      | 2018年          | 2018年                              | 2018年                            |
| -------- | ----------- | --------------- | ----------------------------------- | --------------------------------- |
| 8月29日  | STAR☆TING！ | 青空Under Girls | 「STAR☆TING！」 「」                | 遊戲《青空Under Girls！》相關歌曲 |
| 8月29日  | STAR☆TING！ | 銀河歌劇團      | 「放課後！」 「☆☆」 「DF3b ～旅～」 | 遊戲《青空Under Girls！》相關歌曲 |

## 腳註

## 外部連結
- Mausu Promotion公式官網的聲優簡介 （页面存档备份，存于） （日語）
- 西川舞的X（前Twitter） （日語）